# Požari u Hrvatskoj 2017.
Godine 2017. Hrvatsku su pogodili mnogobrojni požari otvorenog tipa. Prema podacima koje je u listopadu 2017. objavilo Vatrogasno operativno središte Državne službe za zaštitu i spašavanje, od 1. siječnja do 30. rujna 2017. zabilježeno je 6.230 požara (54,44% više u odnosu na cjelogodišnji prosjek prethodnih 11 godina) u kojima je izgorjelo 100.767 hektara raslinja (277,54% više u odnosu na cjelogodišnji višegodišnji prosjek), što je znatno povećanje u odnosu na sve prethodne požarne sezone. Od toga je 3.802 požara (povećanje za 51,47% u odnosu na prosjek) pogodilo obalu, koja je stradala uglavnom u ljetnim mjesecima. Osim vatrogasaca i povremeno pripadnika Oružanih snaga Republike Hrvatske koji su požare gasili sa zemlje, gašenjima su se priključivale i zračne snage iz sastava Protupožarne eskadrile 93. zrakoplovne baze Zadar, koji su u više od 17.000 sati letenja na požarišta izbacili preko 80.000 tona vode.
Gledajući po županijama, najteže su stradale Šibensko-kninska, Zadarska i Splitsko-dalmatinska županija.

## 18. – 20. lipnja 2017.: Požari na prostoru Tučepa, Podgore i Makarske
Požar između Tučepa i Podgore izbio je u nedjelju, 18. lipnja 2017. oko 2.25 te se nošen burom proširio gustom borovom šumom. Na požarište su upućeni svi pripadnici Operativnog područja Makarska, a zatražena je i pomoć Hrvatske vojske, vatrogasaca iz drugih dijelova Splitsko-dalmatinske, te Zadarske, Šibensko-kninske i Dubrovačko-neretvanske županije. Nakon razdanjivanja na požarište su upućena tri kanadera koji zbog bure nisu mogli djelovati, pa su se vratili u bazu. Zatvorena je bila državna cesta D8, dio građana i turista je evakuiran, no nitko nije stradao, a očuvani su i objekti. Ukupno je izgorjelo oko 300 hektara guste borove šume, poljoprivrednih površina i niskog raslinja.
Tijekom saniranja tog požarišta izbio je novi požar između Tučepa i Makarske, na predjelu Sveti Andrija, u čije je gašenje upućen dio vatrogasaca s gore navedenog požarišta. Također su zatvorene neke ceste na tom području (državna cesta D8, državna cesta D512) i evakuirani turisti iz obližnjih hotela. Ni ovdje zbog bure nije bilo moguće gašenje iz zraka.
U ova dva požara ukupno je izgorjelo 400 hektara površina, od čega 30 hektara u Parku prirode Biokovo. U gašenju je sudjelovalo 450 vatrogasaca, od kojih je dio i u idućim danima ostao sanirati i čuvati požarište.

## 28. – 30. lipnja 2017.: Požar kod Drniša
Dana 28. lipnja 2017. oko 23.00 sata zaprimljena je dojava o požaru raslinja kod Drniša, na prostoru Širitovaca i Trbounja. U gašenju je sudjelovalo 50 vatrogasaca (iz više vatrogasnih društava) s 15 vozila te zračne snage: pet kanadera i tri zračna traktora. Požar, koji je neko vrijeme prijetio kućama, lokaliziran je 29. lipnja oko 19.00 sati, nakon čega je na čuvanju požarišta ostalo pet vatrogasaca s dvoje vozila. Ukupno je izgorjelo oko 400 hektara trave i niskog raslinja.

## 2. – 5. srpnja 2017.: Požar u Dubrovačkom primorju
Dojava o požaru na području Dubrovačkog primorja zaprimljena je 2. srpnja 2017. U gašenju je sudjelovalo oko 80 vatrogasaca (iz više vatrogasnih društava) s 32 vozila te zračne snage: dva kanadera. Na istočnom i sjevernom dijelu požarišta širenje vatre zaustavljeno je 3. srpnja, a na zapadnom 5. srpnja, nakon čega je u noći na 6. srpnja oko 30 vatrogasaca ostalo čuvati požarište da bi potom uslijedila sanacija.

## 2. – 4. srpnja 2017.: Požar u Planom
Požar na predjelu Labinska Draga kod Planog izbio je 2. srpnja 2017. u 15.09. Na požarište je upućeno 216 vatrogasaca (iz više vatrogasnih društava) s 47 vozila te zračne snage: 4 kanadera. Unatoč vjetru, požar je lokaliziran istoga dana oko 20.00 sati, a opustošio je 160 hektara trave, niskog raslinja, borove šume, makije i maslinika. Dva napuštena objekta su nagorjela. Idućeg dana, 3. srpnja, požar se ponovno aktivirao, no uspješno je lokaliziran već oko 14.00 sati.

## 3. srpnja 2017.: Požar kod Gornjih Brela
Dojava o požaru kod Gornjih Brela, na predjelu Žabljak – Kraljev Gaj, zaprimljena je 3. srpnja 2017. u 10.18. U gašenju je sudjelovalo 26 vatrogasaca (iz više vatrogasnih društava) sa 7 vozila. Pozvane su i zračne snage koje zbog nepovoljnih vremenskih uvjeta nisu mogle pomoći. Ipak, požar je lokaliziran u 12.10 te ugašen u 12.45, a izgorjelo je 0,16 hektara borove šume.

## 3. srpnja 2017.: Požar u Podstražju
Dojava o požaru u viškom mjestu Podstražju, na predjelu Bargujac, zaprimljena je 3. srpnja 2017. u 16.01. U gašenju je sudjelovalo 33 vatrogasaca (iz dva viška vatrogasna društva) sa 7 vozila. Požar je u 20.30 proglašen ugašenim, a izgorjelo je 0,3 hektara makije.

## 9. – 10. srpnja 2017.: Požar na Svilaji
Požar niskog raslinja, borove i hrastove šume na Svilaji, na području između Otišića i Maljkova, dojavljen je 9. srpnja 2017. u 16.12. Na mjesto požara upućeno je 7 vatrogasaca (iz dva vatrogasna društva) s 3 vozila, te zračne snage: četiri kanadera i tri zračna traktora. Idućeg dana, 10. srpnja, požar je većim dijelom stavljen pod nadzor, uz izuzetak nepristupačnog područja iznad Maljkova. Izgorjelo je više od 300 hektara površina.

## 16. – 18. srpnja 2017.: Požar kod Šestanovca
Dojava o požaru u Prpuši kod Šestanovca zaprimljena je u nedjelju, 16. srpnja 2017. u 8.50. Odmah su na gašenje upućeni pripadnici okolnih vatrogasnih društava, a zbog jake bure zračne snage nisu mogle pomoći u gašenju. Vatra koja se brzo širila zahvatila je borovu šumu, nisko raslinje, masline, vinovu lozu i voćke. Kao posljedica olujne bure požar više od 24 sata nije mogao biti stavljen pod nadzor, pa je izgorjelo više od 500 hektara površina.

## 17. – 19. srpnja 2017.: Požar između Tugara i Splita
Jedan od najvećih požara u hrvatskoj povijesti izbio je u ponedjeljak, 17. srpnja 2017. u 00.42 na predjelu Kravar kod Tugara i nošen olujnom burom već do 2.00 sata stigao do prvih kuća u Srinjinama. Na teren je odmah izašlo 109 vatrogasaca s 32 vozila, a u 3.45 upućen je i poziv za slanje zračnih snaga, koje su ujutro u 7.00 i upućene prema mnogim požarima koji su u tim trenucima buktili širom srednje Dalmacije: kod Srinjina, kod Šestanovca, u Bogomolju na Hvaru i kod Perkovića. Zbog i dalje jake bure, kao i turbulentnih strujanja, zračne snage nisu mogle sigurno pristupiti požarištima kod Srinjina i Šestanovca, pa su upućene tek prema Hvaru i Perkoviću. Tijekom noći i jutra požar se od Srinjina proširio prema Donjem Sitnom i Gornjem Sitnom, gdje su gorjeli pomoćni objekti uz kuće, a plamen koji je ondje zahvatio strojeve uzrokovao je eksplozije. Tijekom prijepodneva požar je zahvatio nekoliko kuća, a crkva sv. Luke u Gornjem Sitnom obranjena je nadljudskim naporima vatrogasaca i mještana. Bura je i dalje stvarala velike probleme: stalnim promjenama smjera širila je požar na sve strane i bacala žar. Nekoliko vatrogasaca zatražilo je liječničku pomoć zbog upada žara u oči ili gutanja dima, ali požarište nisu napustili. Iza podneva, u kući u Donjem Sitnom pronađeno je tijelo starije muške osobe, za koju je naknadno utvrđeno da je umrla od srčanog udara. Nešto nakon 13.00 sati požar je prešao brdo Perun i počeo se širiti prema Podstrani, gdje su popodne, po smirivanju vremenskih neprilika, stigla dva kanadera. Oko 16.30 vatra je stigla do žrnovničkog zaseoka Amižići, u kojem u tim trenucima nije bilo vatrogasaca, koji su se nalazili na drugim mjestima diljem vatrene fronte duge oko 10 kilometara i široke 2 kilometra. Oko 17.30 iznad zaseoka se pojavio kanader koji je izbacivanjem vode spasio kuće, oko kojih su vatrogasci već neko vrijeme pokušavali gasiti vatru. Gusti oblak dima, koji se cijelog dana stvarao iznad Mosora skrio je Sunce i zatamnio nebo nad cijelim splitskim područjem, a prema satelitskim snimkama NASA-e bio je vidljiv iz svemira i protezao se sve do Italije. U međuvremenu je vatra okružila raketnu bazu u Žrnovnici, koju su došli braniti pripadnici Hrvatske kopnene vojske iz vojarne sv. Nikole u Splitu. Zbog nedostatka vatrogasaca mještani Žrnovnice odlazili su u mjesno dobrovoljno vatrogasno društvo traživši opremu kako bi i sami gasili požar koji se približavao kućama, no nisu je mogli dobiti jer je nije bilo. Situacija je postala kritična kada su počele odjekivati eksplozije zapaljenih vozila. U međuvremenu su prema Splitu krenuli vatrogasci iz Zagreba i drugih dijelova Hrvatske. Oko 18.00 sati jedan od krakova požara proširio se na samoniklu borovu šumu iznad Korešnice i Kučina i počeo prijetiti Kučinama i Velikom Bročancu. Oko 19.00 sati vatra je došla do samih Kučina i stotinjak metara od brze ceste Solin – Klis, koja je zbog toga zatvorena za sav promet. Zbog približavanja noći i bure koja je ponovno pojačala, zračne snage više nisu bile u mogućnosti gasiti požar. Ipak, postaja specijalne policije u Mravincima i raketna baza u Žrnovnici su obranjene. No, u Splitu je zavladala panika jer se vatra najprije približila odlagalištu smeća na Karepovcu, a potom i četvrtima Dračevac, Mejaši i Kila. Nadljudskim naporima vatrogasaca i stanovnika do 23.00 je sata pod nadzor stavljena vatra na širem splitskom području, osim u Tugarama. S obzirom na to da je veliko područje bilo obuhvaćeno katastrofalnim požarom, što je za posljedicu imalo evakuaciju stanovništva, Spaladium Arena i Studentski centar bili su pripremljeni za prihvat ugroženog stanovništva. Nije situacija dugo bila pod nadzorom: već oko 23.30 vatra se velikom brzinom s Peruna počela spuštati prema Velikom Bročancu i Strožancu, a potom i prema Podstrani. Dramatična borba s vatrenom stihijom trajala je cijelu noć, a situacija u Strožancu i Podstrani smirila se tek oko 5.00 sati ujutro 18. srpnja. Od tada je situacija uglavnom bila pod kontrolom, a 19. srpnja počela je sanacija oko 4.500 hektara opožarene površine.